# 村上東
村上 東（むらかみ あずま、1943年3月9日 - ）は、日本の実業家、技術者。ペンタブレットの開発で知られる株式会社WACOMの創業者。1984年に世界初となるコードレスペンのペンタブレットを開発した。

## 人物
東北大で地磁気の研究をしていたが、1970年に統一教会（現・世界平和統一家庭連合）の合同結婚式で祝福（777双）を受け、統一教会系の企業に就職。
天才的な技術者とされる。世界日報（統一教会系の新聞社）の印刷局に在籍中、写植機のコード付きのデジタイザに不満を持ち、1983年、コードレスのデジタイザを趣味で作ってみたところ、たまたまうまく動いたので、それを企業化したものがワコムである。
1987年に新たな方式のデジタイザを開発し、これを「電磁授受作用式」と名付けた。現在は「電磁誘導方式」と呼ばれているもので、この特許があるので、ワコムは2020年代に至ってもお絵かき用タブレットの市場をほぼ独占している。
1997年、統一教会の幹部であった初代社長派と、ワコムの株式上場の為に教会色排除を進める2代社長派との対立に巻き込まれる。1997年7月、統一教会の文鮮明総裁より辞任を言い渡された2代社長の後任として、初代社長派（統一教会）は、当時ワコム最高顧問であった村上を次期社長に命じた。しかし、2代社長が社長を続投することは既にワコム取締役会で確認済みであり、村上が3代社長となることが社内に通知された1997年7月30日、同日に村上は顧問を解任された。
熱烈な統一教会の信者であり、文鮮明総裁から「霊界通信機を開発しなさい」と1993年に言われ、1999年より「霊界通信機」の開発に没頭する。2000年、文総裁より「忠和研究所」の揮毫を賜り、2001年に忠和研究所を設立。忠和研究所所長の「神村東」の名で霊界通信機の開発を行うかたわら、文総裁の設立した韓国の鮮文大学校の産業技術研究所で教員を務めている。

## 略年譜
- 1943年

- 3月9日、福岡県八幡市黒崎（現在の北九州市八幡西区 黒崎）にて生まれる。
- 1961年

- 東北大学 理学部入学
- 1965年

- 東北大学 地球物理学科四年 中退
- 1970年

祝福
- 1975年

- 1月 世界日報社印刷局長 就任
- 1983年

- 3月 世界日報 退社
- 1983年

- 磁歪式（じわいしき）コードレスタブレットの研究を東京渋谷区世田谷区のマンションの一室にて開始。
- 1983年

- 7月 ワコム設立。専務取締役、研究所所長就任
- 1984年

- 初のタブレット[WT シリーズ]を発表。
- 1987年

- 電池とコードを排除した電磁授受作用式の[SD シリーズ]を発表。
- 1992年

- 信号処理の方法がデジタル式に変更された[UD シリーズ]を発表。
- 1997年

- ワコムを去る。
- 2001年

- 忠和研究所設立

## 取得した特許
- 日本国内 - 149件（そのうち26件は実用新案）
- 米国特許 -  24件

## 参照
1. ↑  『文藝春秋』、1997年12月号、梛野順三「統一教会とコギャルを結ぶ点と線」、p.200
2. ↑  埼玉、平10不４、平12.3.9 命令書
3. ↑  もう一つの世界忠和研究所 忠和研究所の懇談会
4. ↑  bloggerのプロフィール
5. ↑  本人のlinkedin